# The Good Son
Cet article possède un paronyme, voir Le Bon Fils.
 (mars 2023).
Si vous disposez d'ouvrages ou d'articles de référence ou si vous connaissez des sites web de qualité traitant du thème abordé ici, merci de compléter l'article en donnant les références utiles à sa vérifiabilité et en les liant à la section « Notes et références ».
Albums de Nick Cave and the Bad Seeds
Tender Prey
(1988) Henry's Dream
(1992)
The Good Son est le sixième album de Nick Cave and the Bad Seeds, paru en 1990. Les titres The Ship Song/The Train Song étaient sortis en single avant la parution de l'album. Un autre single, comprenant les morceaux The Weeping Song/Cock's 'n' Asses, sortira aussi plus tard.
Après l'album Tender Prey, particulièrement noir et émotionnellement intense, certains fans ont été déçus de trouver sur cet enregistrement un Nick Cave apaisé et amoureux. L'évolution de son état d'esprit était dû en grande partie à son coup de foudre pour la styliste brésilienne Viviane Carneiro, ainsi qu'à une cure de désintoxication apparemment salutaire, qui lui ont permis de ne pas reproduire sur cet opus le côté désespéré et sordide présent sur les deux albums précédents. Toutefois, la plupart des fans considèrent aujourd'hui l'album The Good Son comme un classique injustement mal perçu à l'époque de sa sortie. De fait, les morceaux The Weeping Song et The Ship Song font désormais partie des grands standards des Bad Seeds, et le dernier titre de l'album, Lucy, une chanson relativement obscure, a été ressuscité en 1993 comme face B du single What A Wonderful World, fruit d'une collaboration entre les Bad Seeds et Shane MacGowan des Pogues (qui offre sur la version retravaillée de Lucy une prestation vocale exemplaire).

## Tracklisting
| No | Titre            | Durée |
| -- | ---------------- | ----- |
| 1. | Foi Na Cruz      | 5:39  |
| 2. | The Good Son     | 6:01  |
| 3. | Sorrow's Child   | 4:36  |
| 4. | The Weeping Song | 4:21  |
| 5. | The Ship Song    | 5:14  |
| 6. | The Hammer Song  | 4:16  |
| 7. | Lament           | 4:51  |
| 8. | The Witness Song | 5:57  |
| 9. | Lucy             | 4:17  |

## Les chansons
- Le titre Foi Na Cruz (« Sur la croix ») est en partie basé sur l'hymne protestant traditionnel brésilien éponyme.
- L'intro du titre The Good Son est plus ou moins basée sur la chanson traditionnelle afro-américaine Another Man Done Gone. Un enregistrement de ce morceau traditionnel, par Odetta, est paru ultérieurement sur la compilation Original Seeds Vol. 1.
- Le titre The Witness Song tire plus ou moins son inspiration du chant de gospel américain Who will be a witness?

## Formation
- Nick Cave - chant, piano, orgue, harmonica
- Mick Harvey - chant, guitare, basse, vibraphone, percussions
- Blixa Bargeld - chant, guitare
- Kid Congo Powers - guitare
- Thomas Wydler - batterie, percussions